# Buddy – Der Weihnachtself
Buddy – Der Weihnachtself (Originaltitel: Elf) ist eine US-amerikanische Filmkomödie von Jon Favreau aus dem Jahr 2003. Es handelt sich um einen Film der Produktionsfirma New Line Cinema, die in der Vergangenheit vornehmlich mit Horrorfilmen reüssierte wie Nightmare – Mörderische Träume mit der Gruselgestalt Freddy Krueger von 1984.

## Handlung
Am Filmanfang erklärt Papa Elf, welche drei Berufe die Elfen ausüben dürfen: Schuhe machen, Kuchen backen, dem Weihnachtsmann helfen. Dies leitet die Geschichte von Buddy ein, einem Menschen, der unter den Elfen am Nordpol aufgewachsen ist.
Ein Baby wird vom Weihnachtsmann irrtümlich mit zum Nordpol genommen, als dieser nach Weihnachten dorthin zurückkehrt. Es wird von den Elfen, die für den Weihnachtsmann arbeiten, aufgenommen und wächst unter der Obhut des kinderlosen Papa Elf auf, der dem Kind den Namen Buddy gibt, da dieser Name auf seiner Windel steht.
Der ausgewachsene Buddy ist viel größer als alle anderen Elfen, und auch bei der Arbeit wird schnell klar, dass Buddy nicht ganz zu ihnen gehört. So offenbart Papa Elf Buddy, dass dieser adoptiert wurde und dass sein echter Vater in New York lebt.
Buddy beschließt daraufhin, in die unbekannte Stadt aufzubrechen, wo er seinen leiblichen Vater auch schnell findet. Es ist Walter Hobbes, ein recht herz- und skrupelloser Verleger von Kinderbüchern, der Buddy zuerst für einen singenden Telegrammboten im Kostüm und dann für einen Geistesgestörten hält und ihn aus seinem Büro werfen lässt.
Fürs Erste schlüpft Buddy in einem Kaufhaus unter, in dessen weihnachtlicher Dekoration er sich fast so heimisch wie am Nordpol fühlt. Er verliebt sich in Jovie, die dort als kostümierte Weihnachtselfe arbeitet. Den vom Kaufhaus engagierten Weihnachtsmann entlarvt Buddy allerdings sofort als Betrüger. Buddy entfesselt einen wilden Tumult im Kaufhaus und landet schließlich im Gefängnis. Von dort befreit ihn aber Walter, der die durch einen DNA-Test festgestellte Vaterschaft widerwillig akzeptiert und Buddy bei sich wohnen lässt.
So kommt Buddy zu einer leicht irritierten, doch freundlich bemühten Stiefmutter und einem kleinen misstrauischen Halbbruder. Bis aus ihnen aber eine richtige Familie und aus Buddy und Jovie ein Paar wird, prallen Buddys märchenhaft-naive Nordpolwelt und das allzu menschliche New York City noch oft und heftig aufeinander.
Doch mit vereinten Kräften können sie zum Schluss dem richtigen Weihnachtsmann aus einer argen Klemme helfen, als sein Schlitten mit Treibstoffmangel mitten in  New York liegen bleibt: Nur ausgelassene und weit verbreitete Weihnachts(vor)freude bei den Menschen bringt ihn wieder zum Fliegen.

## Kritiken
James Berardinelli schrieb auf ReelView, einige Leute würden den Film als einen künftigen „Klassiker“ bezeichnen. Berardinelli spottete, diese Leute hätten einen anderen Schnitt des Films als er gesehen haben müssen.

„Klamaukbetonte Weihnachtsunterhaltung mit wenigen zündenden Gags und einer haarsträubend löchrigen Geschichte, die wenig Sinn und kaum Spaß macht.“

„Unwiderstehlich alberner Slapstickkitsch.“

## Auszeichnungen
Der Film wurde für den Kids’ Choice Award nominiert. Außerdem wurde Will Ferrell für den MTV Movie Award nominiert. Will Ferrell und der Film wurden 2004 zudem für den Teen Choice Award nominiert.
John Debney gewann 2004 den Film & Television Music Award der American Society of Composers, Authors and Publishers. Der Film wurde 2005 für den Golden Satellite Award nominiert.

## Hintergrund
Ursprünglich sollte Schauspieler Chris Farley, bekannt aus der US-Fernsehshow Saturday Night Live, die Hauptrolle von Elf Buddy übernehmen. Jedoch war Drehbuchautor David Berenbaum gegen diese Besetzung, da Farley seiner Ansicht nach nicht der richtige Typ für diese Rolle gewesen wäre. Deshalb konnte sich Berenbaum mit Unterstützung der beiden Produzenten Jon Berg und Todd Komarnicki gegenüber der Filmproduktionsfirma durchsetzen, die Rolle mit Schauspieler Will Ferrell zu besetzen, der von 1995 bis 2002 ebenfalls Ensemble-Mitglied der Comedy-Show Saturday Night Live war. Für die Rolle der Kaufhausmitarbeiterin Jovie, die sich später in Elf Buddy verliebt, sah das Filmteam Schauspielerin Katie Holmes vor, die aber dem Rollenangebot eine Absage erteilte, woraufhin dieser Part an Darstellerin Zooey Deschanel ging. Für Deschanel sprach ihr Talent als Sängerin, was für die in der Komödie gesungenen Lieder von großem Vorteil war. Den schroffen Abteilungsleiter in der Spielzeugabteilung des Kaufhauses sollte die Schauspielerin Wanda Sykes verkörpern, die jedoch in letzter Minute absprang. Kurzerhand übernahm Faizon Love diese Rolle. Im fertigen Film trägt der Kaufhaus-Abteilungsleiter ein kleines goldenes Namensschild mit der Aufschrift „Wanda“ an der Brust, als Referenz an seine ausgeschiedene Vorgängerin Wanda Sykes.
Der Film wurde in New York City und in Vancouver gedreht. Seine Produktionskosten betrugen schätzungsweise 33 Millionen US-Dollar. Der Film spielte in den Kinos der USA ca. 173,4 Millionen US-Dollar ein und ca. 220,4 Millionen US-Dollar weltweit. Am 2. Dezember 2002 begannen die 13-tägigen Dreharbeiten im Stadtteil Manhattan in New York City, wo das Filmteam in der Park Avenue drehte, mit spontan auf der Straße angesprochenen Statisten, um möglichst authentisch das Weihnachtsflair dieser Großstadt einzufangen. Im Lincoln Tunnel entstanden jene Szenen, in denen sich auf einem schmalen Weg der unbeholfene Elf Buddy zwischen den Fahrzeugen des Straßenverkehrs und einer Wand bewegt, lediglich umgesetzt mit Hauptdarsteller Will Ferrell und einem Kameramann. Dem weißbärtigen älteren Mann in roter Kluft, den Elf Buddy auf einem Zebrastreifen anspricht und für den Weihnachtsmann hält, war die Filmcrew zufällig auf der Straße begegnet.
Aus Kostengründen trugen sich die Dreharbeiten für die Nordpol-Szenen in der kanadischen Stadt Vancouver zu, in einer örtlichen Eishockeyhalle für den Kulissenaufbau. Vom Konzept her war die Filmkomödie Buddy – Der Weihnachtself als Hommage an den Stop-Motion-Klassiker Rudolph mit der roten Nase des Produzenten-Duos Arthur Rankin Jr. und Jules Bass von 1964 angelegt – in der Filmbranche nennt man dieses Produzentenduo kurz Rankin/Bass. Dennoch kam es zu juristischen Konflikten mit den Rechteinhabern des Originals aufgrund einer zu großen Ähnlichkeit mit dem Animationsfilm von 1964: Zum Beispiel ähnelten die Kostüme in Buddy – Der Weihnachtself allzu sehr jenen in Rudolph mit der roten Nase. Deshalb überlegte die Filmcrew, Schauspieler Will Ferrell in einem blauen Elfenkostüm auftreten zu lassen anstatt in einem grünen Kostüm, wofür einige Probeaufnahmen gemacht wurden, was allerdings schnell wieder verworfen wurde. Schließlich konnte die rechtliche Auseinandersetzung beigelegt werden. Darüber hinaus stellt Buddy eine Vater-Sohn-Geschichte dar, mit der Drehbuchautor David Berenbaum, dessen Vater starb, als Berenbaum ein kleines Kind war, seine persönlichen Lebenserinnerungen aufarbeitete.
Die Szenen in der Elfenwelt, in der Buddy deutlich größer ist als die anderen Elfenwesen, wurden mit einer speziellen Kameraperspektive gedreht, die auf optischer Täuschung basiert, nämlich mit der Methode Erzwungene Perspektive (engl.: forced perspective): Während der Drehs stand Schauspieler Will Ferrell im Vordergrund, die anderen Darsteller dagegen befanden sich neben ihm mehrere Meter im Hintergrund, so dass der Eindruck entsteht, der erwachsene Mensch Buddy wäre wesentlich größer als die richtigen Elfen.
Die Szenen im Land der Elfen entstanden mithilfe von Knetanimation der amerikanischen Brüder Charles, Stephen und Edward Chiodo, die gemeinsam eine Firma für Stop-Motion-Filmtechnik betreiben. Die Gebrüder Chiodo haben zudem die Horrorfilme Killer Klowns from Outer Space von 1988 und Critters – Sie sind da! von 1986 gestaltet sowie die berühmte Monsterfratzen-Szene der Figur Large Marge in der Komödie Pee-Wee’s irre Abenteuer von 1985. Außerdem haben die Gebrüder Chiodo mehrmals für die Zeichentrickserie Die Simpsons gearbeitet.
Als Kleinkind Buddy, das auf dem Schoß von Papa Elf sitzt, ist der Sohn von Regisseur Jon Favreau zu sehen. Wenn Elf Buddy von den beiden Sicherheitsdienst-Mitarbeitern aus dem Büro seines Vaters Walter Hobbs im Empire State Building geworfen wird, verkörpert der jüngere Bruder von Schauspieler Will Ferrell den hochgewachsenen Sicherheitsdienst-Mann. Die Stimme des Narwals mit dem langen Stoßzahn, der in der Elfenwelt seinem Freund Buddy Lebewohl sagt, spricht im englischsprachigen Original der Regisseur Jon Favreau, dessen leibliche Mutter 1979 an Leukämie verstarb, als Favreau ein kleiner Junge war.
In der Szene, in der Elf Buddy im Wohnzimmer beim Schmücken mit Anlauf in den Weihnachtsbaum springt, kommt ein Stuntman mittels des Stunt-Tricks Texas Switch zum Einsatz. Dieser simple Trick geht auf die Dreharbeiten alter John-Wayne-Westernfilme zurück: Schauspieler Will Ferrell verlässt seitlich nach rechts den Raum und ein als Elf Buddy verkleideter Stuntman rennt im selben Take herein, springt auf das Sofa und hoch auf den umkippenden Weihnachtsbaum.
Aufgrund des großen Erfolgs des Spielfilms entwickelte sich Jon Favreau, der früher hauptsächlich Schauspieler war und sich als Filmemacher erst beweisen musste, zu einem gefragten Hollywood-Regisseur, der hinterher Kinoerfolge drehte wie Iron Man von 2008. In Buddy ist Regisseur Jon Favreau in einer kleinen Nebenrolle als Kinderarzt Dr. Leonardo zu sehen.
2014 erschien eine Art Reboot mit dem Titel Elf: Buddy’s Musical Christmas. Anders als das Original spielt der Film nicht mit realen Darstellern, sondern setzt auf Stop-Motion. Es handelt sich dabei um einen Kurzfilm. Synchronisiert wird Buddy in dem Film von Jim Parsons, der einem breiten Publikum in der Rolle des Sheldon Cooper aus The Big Bang Theory bekannt ist.